# Länsväg 118
De Zweedse weg 118 (Zweeds: Länsväg 118) is een provinciale weg in de provincie Skåne län in Zweden en is circa 43 kilometer lang. De weg ligt in het meest zuidelijke deel van Zweden.

## Plaatsen langs de weg
- Olseröd
- Yngsjö
- Åhus
- Kristianstad
- Torsebro

## Knooppunten
- Riksväg 19 bij Olseröd (begin)
- E22 bij Kristianstad
- Riksväg 19 bij Torsebro (einde)